# Werner Michaelis (Bildhauer)
Werner Michaelis (* 10. Februar 1907 in Züllchow bei Stettin; † 28. Januar 1989 in Hamburg) war ein deutscher Bildhauer.

## Leben
Werner Michaelis lebte seit 1911 in Hamburg. Nach einer Ausbildung zum Wandmaler studierte er von 1931 bis 1934 Bildhauerei an der Kunstgewerbeschule Altona. Die Amsinck-Stiftung ermöglichte ihm von 1934 bis 1937 die Fortsetzung seines Studiums an der Hansischen Hochschule für Künste in Hamburg, wo er Schüler von Johann Michael Bossard war. 1937/1938 studierte er an der Kunst-Akademie in München und in Berlin. 1940 nahm er an einer Fortbildung an der Hamburger Landeskunstschule teil, mit der acht Bildhauer auf die Schaffung von nationalsozialistischen Monumentalplastiken vorbereitet wurden. Zu den anderen Teilnehmern zählten u. a. Richard Steffen, Karl August Ohrt, Martin Irwahn, Hans Martin Ruwoldt und Curt Beckmann. Ab 1946 wohnte kurz er in Hamburg-Rahlstedt und anschließend in Blankenese. In dieser Zeit machte er sich selbstständig. Er war Mitglied im Landesverband Hamburg des Bundesverbands Bildender Künstler.

## Werke (Auswahl)
Seine figürlichen wie auch abstrakten Auftragsarbeiten sind vielfach im öffentlichen Raum in Hamburg vertreten:
- 1951: „Ringelreihen“ 1951, Ehemals Staatliche Fremdsprachenschule (Mittelweg 42a), Hamburg-Rotherbaum
- 1959: Teilnahme an der Bundesgartenschau in Dortmund[4]
- 1952: Verschiedene Berufe, Arbeitsamt St. Georg (Nagelsweg), jetzt Innenhof, Hamburg-St. Georg
- 1961: „Blätterbaum“, Schule Mendelssohnstraße, Hamburg-Bahrenfeld
- 1963: „Drei Vögel“, Schule Rungwisch, Hamburg-Eidelstedt
- 1963: Ausstellung Josef Albers im Kunsthaus Hamburg[5]
- 1964: Zweiteilige Gruppe, Schule Ehestorfer Weg, Hamburg-Eißendorf
- 1965: „Gefüge“, Ortsamt Lokstedt (Garstedter Weg 13), Hamburg-Niendorf
- 1968: „Kinderturm“ (Kletterturm), SAGA, Lapplandring 20, Hamburg-Rahlstedt
- 1971: „Schwingen“, Staatliche Handelsschule Ausschläger Weg, Hamburg-Borgfelde
- 1972: „Signale“, Schule Burgunderweg, Hamburg-Niendorf